# Dekanat gniewiński
Dekanat Gniewino – jeden z 30 dekanatów w rzymskokatolickiej diecezji pelplińskiej.

## Parafie
W skład dekanatu wchodzi 9 parafii:
- parafia Wniebowzięcia Najświętszej Maryi Panny – Białogóra
- parafia św. Piotra Apostoła – Bożepole Wielkie
- parafia św. Apostołów Piotra i Pawła – Brzeźno Lęborskie
- parafia Matki Bożej Królowej Polski – Choczewo
- parafia św. Józefa Robotnika – Gniewino
- parafia św. Ottona – Kostkowo
- parafia św. Antoniego Padewskiego – Łęczyce
- parafia Najświętszego Serca Pana Jezusa – Wierzchucino
- parafia św. Józefa Oblubieńca Najświętszej Maryi Panny – Zwartowo

## Kościoły filialne i kaplice
- Parafia św. Apostołów Piotra i Pawła w Brzeźnie Lęborskim
  - Kaplica św. Faustyny – Wysokie
- Parafia Matki Bożej Królowej Polski w Choczewie
  - Kościół filialny NMP Gwiazdy Morza – Osieki Lęborskie
  - Kościół filialny św. Maksymiliana Kolbego – Kopalino
  - Kaplica – Łętowo
  - Kaplica – Lublewo Lęborskie
- Parafia św. Józefa Robotnika w Gniewinie
  - Kościół filialny Matki Boskiej Częstochowskiej – Bychowo
  - Kaplica Matki Bożej Pocieszenia – Strzebielinek
- Parafia św. Ottona w Kostkowie
  - Kościół filialny św. Józefa – Salino
  - Kościół filialny Miłosierdzia Bożego – Chynowie
  - Kościół filialny św. Brata Alberta Chmielowskiego – Rybno
- Parafia św. Antoniego Padewskiego w Łęczycach
  - Kościół filialny św. Izydora Rolnika – Świetlino

## Sąsiednie dekanaty
Lębork, Luzino (arch. gdańska), Łeba, Żarnowiec (archidiec. gdańska).